# Fierce Panda Records
Fierce Panda Records – londyńska niezależna wytwórnia muzyczna. Pierwszy projekt został wydany w 1994 roku. Współpracowała z takimi zespołami jak np. Keane, Coldplay czy Placebo.